# Aphanistes shikaribetsensis
Aphanistes shikaribetsensis là một loài tò vò trong họ Ichneumonidae.